# Walide Khyar

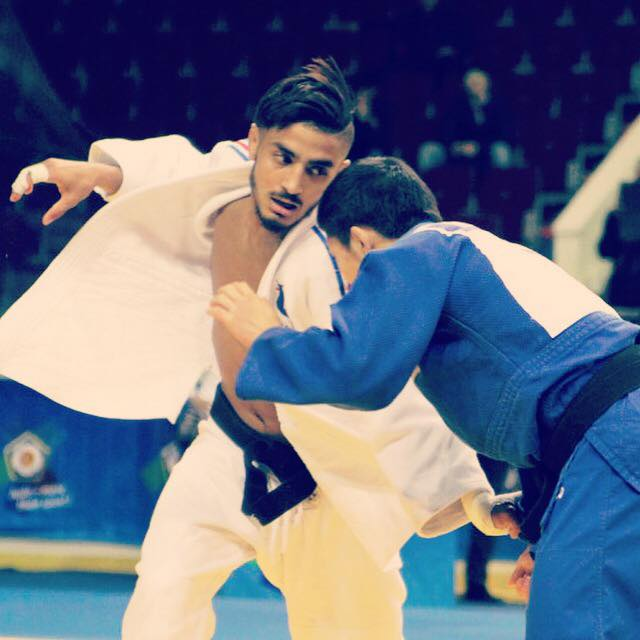
Walide Khyar (2015)

Walide Khyar (* 9. Juni 1995 in Bondy) ist ein französischer Judoka. Er war 2016 Europameister im Superleichtgewicht.

## Sportliche Karriere
Walide Khyar war 2011 Zweiter der Kadetten-Europameisterschaften. 2014 gewann der 1,65 m große Khyar eine Bronzemedaille bei den Junioren-Europameisterschaften. 2015 belegte er den siebten Platz bei der Universiade. Im September siegte er bei den Junioren-Europameisterschaften, einen Monat später erkämpfte er eine Bronzemedaille bei den Junioren-Weltmeisterschaften.
Bei den Europameisterschaften 2016 in Kasan bezwang er im Halbfinale den Türken Bekir Ozlu, im Finale besiegte er Orxan Səfərov aus Aserbaidschan. Bei den Olympischen Spielen 2016 in Rio de Janeiro unterlag er in seinem zweiten Kampf gegen den Brasilianer Felipe Kitadai.
Khyar schied bei den Weltmeisterschaften 2017 und den Europameisterschaften 2018 frühzeitig aus. Die Europameisterschaften 2019 wurden im Rahmen der Europaspiele 2019 in Minsk ausgetragen. Khyar unterlag im Halbfinale dem Georgier Luchum Tschchwimiani und verlor dann den Kampf um eine Bronzemedaille gegen den Belgier Jorre Verstraeten. Bei den Weltmeisterschaften 2019 und den Europameisterschaften 2020 unterlag Khyar jeweils im Achtelfinale. 2021 wurde er Siebter der Europameisterschaften in Lissabon und Fünfter der Weltmeisterschaften in Budapest. Für die Olympiamannschaft wurde Khyar 2021 nicht nominiert, Luka Mkheidze gewann im Superleichtgewicht eine Bronzemedaille für Frankreich.
Walide Khyar wechselte dann ins Halbleichtgewicht, die Gewichtsklasse bis 66 Kilogramm. Bei den Weltmeisterschaften 2022 in Taschkent schied er im Achtelfinale aus. 2023 bei den Weltmeisterschaften in Doha unterlag er im Halbfinale dem Japaner Hifumi Abe. Mit einem Sieg über den Südkoreaner An Ba-ul erkämpfte Khyar eine Bronzemedaille. Ein halbes Jahr später gewann Khyar auch bei den Europameisterschaften 2023 in Montpellier Bronze. 2024 bei den Olympischen Spielen in Paris verlor Khyar im Viertelfinale gegen den Kasachen Ghusman Qyrghysbajew. Letztlich belegte er den fünften Rang.